# Dryopteris incisa
Dryopteris incisa là một loài thực vật có mạch trong họ Dryopteridaceae. Loài này được (Sw.) Kuntze miêu tả khoa học đầu tiên năm 1891.